# Gerhard Schormann
Gerhard Schormann (* 9. Januar 1942 in Bochum; † 20. Februar 2018) war ein deutscher Historiker, der insbesondere durch seine Forschungen zu den Hexenverfolgungen der Frühen Neuzeit bekannt wurde.

## Leben und Wirken
Gerhard Albert Schormann studierte Geschichte und Philosophie an der Westfälischen Wilhelms-Universität Münster und an der Rheinischen Friedrich-Wilhelms-Universität Bonn. 1968 wurde er in Bonn promoviert mit einer Arbeit zur Ehepolitik der Päpste zwischen 1334 und 1378. Ab 1972 war er Assistent am Historischen Seminar der Universität Düsseldorf am Lehrstuhl für die Geschichte der Frühen Neuzeit. Dort wurde er 1981 habilitiert mit einer Arbeit über die schaumburgische Universität zu Rinteln an der Weser. 1986 wurde er zum außerplanmäßigen Professor der Universität Düsseldorf berufen, diese Position übte er bis zu seiner Emeritierung aus.
Zwei Schwerpunktthemen prägten sein wissenschaftliches Werk. Die Hexenverfolgungen der Frühen Neuzeit und der Dreißigjährige Krieg. Sein Engagement für die Hexenforschung und die Herausgabe von Standardwerken zum Thema brachten ihm den Spitznamen „Hexen-Schormann“ ein. Besondere Verdienste erwarb er sich dabei durch die Wiederentdeckung der von Heinrich Himmler veranlassten „Hexenkartothek“, die er für die Forschung nutzbar machte. Seine letzte große Monographie betraf sein zweites Schwerpunktthema, den Dreißigjährigen Krieg; hier übernahm er die Neuausgabe des zweiten Teils von Band 10 des Handbuchs der deutschen Geschichte.
Die Universität Düsseldorf hob in ihrem Nachruf hervor, dass Schormanns „lebendige Art der Wissensvermittlung, die seine Hörer/-innen immer wieder fesselte“ besonders im Gedächtnis bleiben würde. Die Sorge um die „handwerkliche Ausbildung seiner Studierenden“ habe ihm ebenso am Herzen gelegen wie der „wertschätzende Austausch auf Augenhöhe“. Für viele Studenten sei Schormann „prägend für ihren wissenschaftlichen Werdegang“ gewesen.

## Werke
Monographien
- Beiträge zur Ehepolitik der Päpste von Benedikt XII. bis Gregor XI. Dissertation Bonn 1968, 1969.
- Hexenprozesse in Nordwestdeutschland (= Quellen und Darstellungen zur Geschichte Niedersachsens. Bd. 87). Lax, Hildesheim 1977.
- Aus der Frühzeit der Rintelner Juristenfakultät (= Schaumburger Studien. Bd. 38). Driftmann, Bückeburg 1977.
- Rintelner Studenten des 17. und 18. Jahrhunderts (= Schaumburger Studien. Bd. 42). Bösendahl, Rinteln 1981, ISBN 3-87085-063-9.
- Hexenprozesse in Deutschland (= Kleine Vandenhoeck-Reihe. 1470). Vandenhoeck & Ruprecht, Göttingen 1981, ISBN 3-525-33456-7, 3. Auflage 1996. online.
- Academia Ernestina. Die schaumburgische Universität zu Rinteln an der Weser (1610/21–1810) (= Academia Marburgensis. Bd. 4). Elwert, Marburg 1982, ISBN 3-7708-0751-0.
- Der Dreißigjährige Krieg (= Kleine Vandenhoeck-Reihe. 1506). 3., durchgesehene Auflage. Vandenhoeck & Ruprecht, Göttingen 2004, ISBN 3-525-33506-7 online.
- Der Krieg gegen die Hexen. Das Ausrottungsprogramm der Kurfürsten von Köln. Vandenhoeck & Ruprecht, Göttingen 1991, online.

Aufsätze (Auswahl)
- Hexenverfolgung in Schaumburg. In: Niedersächsisches Jahrbuch für Landesgeschichte 45 (1973), S. 145–169.
- Strafrechtspflege in Braunschweig-Wolfenbüttel 1569–1633. In: Braunschweigisches Jahrbuch 55 (1974), S. 90–112.
- Simon VI. und seine Bibliothek. Ein Beitrag zur Zweiten Reformation in Lippe. In: Jahrbuch für Westfälische Kirchengeschichte 70 (1977), S. 63–98.
- Copius contra Hamelmann. Ein Abendmahlsstreit in Lemgo. In: Lippische Mitteilungen aus Geschichte und Landeskunde 47 (1978), S. 5–37
- Das Lemgoer Gymnasium zwischen Luthertum und zweiter Reformation. In: Lippische Mitteilungen aus Geschichte und Landeskunde 49 (1980), S. 7–32.
- Die Fuldaer Hexenprozesse und die Würzburger Juristenfakultät. In: Gisela Wilbertz, Gerd Schwerhoff und Jürgen Scheffler (Hrsg.): Hexenverfolgung und Regionalgeschichte. Die Grafschaft Lippe im Vergleich. Bielefeld 1994 (= Studien zur Regionalgeschichte, 4), S. 311–323.
- Der Dreißigjährige Krieg 1618–1648. In: Gebhardt. Handbuch der deutschen Geschichte, Bd. 10, Klett-Cotta, Stuttgart 2001, ISBN 3-608-60010-8, S. 207–282.